# Sejmflix
Sejmflix (od Sejm + Netflix) – potoczne i żartobliwe określenie transmisji obrad Sejmu X kadencji oraz opisywane w mediach wzmożone zainteresowanie tymi transmisjami. Termin ten używany jest w kontekście zarówno transmisji na żywo w telewizji, jak i na kanale Sejmu w serwisie YouTube, któremu za przekroczenie 100 000 subskrypcji przysługuje srebrny przycisk, o który Centrum Informacyjne Sejmu wystąpiło. Liczbę te kanał przekroczył 22 listopada, a w połowie grudnia 2023 podaje się liczbę 600 000 subskrypcji. Dla porównania: niemiecki Bundestag ma 120 tysięcy subskrybentów, podczas gdy populacja Niemiec jest dwa razy większa od polskiej. Vadim Makarenko w raporcie publikowanym przez Reuters Institute for the Study of Journalism zauważa, że polski kanał sejmowy w przeciągu zaledwie kilku tygodni był w stanie osiągnąć pięć razy lepszy wynik niż niemiecki odpowiednik. Jak zauważa niemiecka stacja MDR – jest rekordowym wynikiem wśród europejskich kanałów parlamentarnych. Obrady sejmu były też transmitowane na zasadach seansu w warszawskim kinie Kinoteka. Termin Sejmflix stał się jeszcze bardziej popularny, kiedy w sieci pojawiły się strony internetowe, umożliwiające śledzenie obrad Sejmu RP z kilku kamer jednocześnie.
Wśród czynników wpływających na popularność Sejmflixa komentatorzy wskazują rekordową frekwencję w wyborach parlamentarnych w Polsce w 2023 roku, ze szczególnym uwzględnieniem dużej frekwencji wśród osób młodych w wieku od 18 do 25 lat, a także sposób, w jaki obrady Sejmu prowadzi niemający wcześniejszego doświadczenia parlamentarnego Marszałek Sejmu Szymon Hołownia. Szwedzki magazyn The Perspective zauważa, że niemały wpływ na popularność transmisji wywarł Marszałek Sejmu za sprawą jego charyzmy, elokwencji, opanowania i dowcipnych ripost. Magazyn wspomina, że transmisje na żywo z sesji parlamentarnych stały się viralem a niektóre z nich wylądowały nawet w sekcji "Trendy" na YouTube. Oglądanie gorących debat polskich polityków stało się dla Polaków powszechną formą rozrywki. Połączenie żartów Hołowni i ogólnego entuzjazmu opinii publicznej na temat zwycięstwa koalicji spowodowało eskalację ciekawości tym, jak potoczy się polityka. Szczyt zainteresowania nastąpił wraz z zaprzysiężeniem Donalda Tuska na premiera 11 grudnia 2023 r. Na tym posiedzeniu Parlamentu, jak raportował Financial Times, przyciągnął 4,2 miliona wyświetleń na YouTube, w porównaniu do 93 000 wyświetleń, gdy poprzedni premier przemawiał w Sejmie po zwycięstwie PiS w wyborach w 2019 roku. Zjawisko Sejmflixa zostało opisane także przez inne media poza granicami Polski, między innymi brytyjskie BBC czy niemieckie MDR i DeutscheWelle.